# دایگو
دایگو (Chinese نوعی تجارت فرامرزی نوظهور است که در آن یک فرد یا یک گروه سندیکایی از صادرکنندگان در خارج از چین، کالاها (عمدتاً کالاهای لوکس اما گاهی اوقات مواد غذایی مانند شیر خشک) را برای مشتریان در چین خریداری می‌کنند.
خریداران دایگو معمولاً کالاهای مورد نظر خود را در منطقه‌ای خارج از چین خریداری می‌کنند و سپس کالاها را به چین ارسال می‌کنند یا هنگام بازگشت به چین، آنها را در چمدان خود حمل می‌کنند. سپس این کالاها برای کسب سود در چین دوباره فروخته می‌شوند.
فعالیت‌های دایگو می‌تواند به صورت غیرقانونی یا قانونی انجام شود، که اغلب با استفاده از روزنه‌هایی برای دور زدن تعرفه‌های وارداتی اعمال شده بر کالاهای خارجی انجام می‌شود.

## فروش
فروش دایگو در بخش‌های مختلف، سالانه بالغ بر ۱۵ میلیارد دلار است. در سال ۲۰۱۴، ارزش تجارت دایگوها فقط در کالاهای لوکس از ۵۵ میلیارد ین چین به ۷۵ میلیارد ین چین (۸٫۸ میلیارد دلار آمریکا به ۱۲ میلیارد دلار آمریکا) افزایش یافت.
خریدهای دایگو اغلب در بوتیک‌های برندهای لوکس در شهرهای بزرگ مد مانند پاریس، لندن، نیویورک، هنگ کنگ، توکیو و سئول انجام می‌شود. برخی از اپراتورهای دایگو از ویبو و وی‌چت برای ارتباط با مشتریان خود استفاده می‌کنند.
تقاضای زیاد برای خدمات دایگو به دلیل تعرفه‌های بالای واردات کالاهای لوکس و نگرانی‌ها در مورد محصولات ناامن، به ویژه مشکلات ایمنی مواد غذایی است. خریداران دایگو می‌توانند اطمینان حاصل کنند که محصولاتی که توسط مصرف‌کنندگان در چین سفارش داده می‌شوند، اصل و ایمن هستند. خریداران اغلب با افرادی که در چین به آنها سفارش می‌دهند، ارتباط شخصی دارند.
یک نظرسنجی در سال ۲۰۱۵ از خریداران آنلاین کالاهای لوکس چینی نشان داد که ۳۵٪ از آنها از دایگو برای خرید کالاهای لوکس آنلاین استفاده کرده‌اند و تنها ۷٪ از وب‌سایت برندی که در حال خرید آن هستند یا فکر می‌کنند که آن را خریداری می‌کنند، استفاده کرده‌اند. تقریباً ۸۰ درصد از خریدهای لوکس چینی‌ها در خارج از کشور انجام می‌شود.

## تأثیرات منفی
سندیکاهای دایگو می‌توانند در احتکار و انباشت کالا در مقادیر زیاد دست داشته باشند و اغلب مشتریان محلی را به دلیل کمبود کالا و اختلال در بازارها خشمگین می‌کنند.
در ژوئن ۲۰۱۹، از پرسنل نیروی دریایی یک کشتی جنگی چینی که در بندر سیدنی استرالیا پهلو گرفته بود، در حال تخلیه جعبه‌های شیر خشک و سایر محصولات از یک ون بزرگ برای حمل به کشتی عکس گرفته شد.
در ژانویه و فوریه ۲۰۲۰، در واکنش به همه‌گیری کووید-۱۹، جبهه متحد چین دایگوهای موفقی را در کشورهای متعدد سازماندهی کرد تا به چین در واردات ۲٫۵ میلیارد قطعه تجهیزات ایمنی اپیدمی، از جمله بیش از دو میلیارد ماسک ایمنی، کمک کند. شرکت‌های تابعه استرالیایی کانتری گاردن و گرینلند هولدینگز، کارمندان خود را مجبور به جمع‌آوری تجهیزات پزشکی کردند که متعاقباً با هواپیما به ووهان منتقل شد و کمبودها را در بیمارستان‌های استرالیا تشدید کرد. خورخه گواخاردو، سفیر سابق مکزیک در چین، اظهار داشت که چین آشکارا وسعت یک بیماری همه‌گیر که جهان را به خطر انداخته پنهان می‌کند و مخفیانه تجهیزات حفاظت فردی را با قیمت پایین تأمین می‌کند، زیرا این عملیات «مخفیانه» «جهان را بدون عرضه تجهیزات حفاظت فردی برهنه» باقی گذاشته است.
چنین اقداماتی باعث شده است که چندین دولت علیه قاچاق و احتکار دایگوها اقداماتی انجام دهند. در سال ۲۰۱۲، دولت نیوزیلند مرتباً شروع به سرکوب و گاهی اوقات ممنوعیت کامل صادرات غیرمجاز کالاهای مصرفی از طریق کانال‌های ثبت نشده کرد. خرده‌فروشان استرالیایی محدودیت‌های متعددی را برای خرید شیر خشک نوزاد توسط دایگوها اعمال کرده‌اند.
برخی از ارائه دهندگان خدمات دایگو، محصولات تقلبی را که طوری تغییر داده شده‌اند که به نظر برسد از منابع قانونی در خارج از کشور خریداری شده‌اند، به صورت متقلبانه می‌فروشند.

## واکنش‌ها از چین
در اول ژانویه ۲۰۱۹، چین رسماً قانون جدید تجارت الکترونیک را منتشر کرد که اولین قانون از نوع خود است که مستقیماً فعالیت‌های دایگوها را تنظیم می‌کند. طبق قانون جدید، همه اعضای دایگو از نظر قانونی ملزم به ثبت نام به عنوان اپراتور تجارت الکترونیک و اخذ مجوز در چین و کشوری که از آن خرید می‌کنند، هستند و این امر باعث می‌شود که کسب و کار آنها هم در چین و هم در منطقه‌ای که کالا را خریداری کرده‌اند، مشمول مالیات شود. هر پلتفرم یا فروشنده تجارت الکترونیک در صورت اثبات جرم قاچاق، فرار مالیاتی یا نقض عمدی قانون جدید تجارت الکترونیک، می‌تواند به ترتیب ۲ میلیون یوان یا ۵۰۰۰۰۰ یوان جریمه شود و احتمالاً با اتهامات کیفری نیز روبرو خواهد شد.